# Metropolia Porto Velho
Metropolia Porto Velho – metropolia Kościoła rzymskokatolickiego w Brazylii. Składa się z metropolitalnej archidiecezji Porto Velho oraz pięciu diecezji i jednej prałatury terytorialnej. Została erygowana 4 października 1982 konstytucją apostolską Qui beati Petri papieża Jana Pawła II.
W skład metropolii wchodzą:
- Archidiecezja Porto Velho
  - Diecezja Cruzeiro do Sul
  - Diecezja Guajará-Mirim
  - Diecezja Humaitá
  - Diecezja Ji-Paraná
  - Prałatura terytorialna Lábrea
  - Diecezja Rio Branco

Prowincja kościelna Porto Velho tworzy region kościelny Norte I, zwany też regionem Rondônia, Acre i Amazonas.

## Metropolici
- José Martins da Silva (1982 – 1997)
- Moacyr Grechi (1998 – 2011)
- Esmeraldo Barreto de Farias (2011 – 2015)
- Roque Paloschi (od 2015)